# Декабрун, Лев Львович
Лев Львович Декабрун (1914—1999) — российский учёный в области приборостроения и электроники. Доктор физико-математических наук, профессор.
Родился 31.08.1914 в селе Веселая гора Ворошиловградской области в семье сельских учителей.
После окончания машиностроительного техникума в 1928—1932 г. работал электромонтером на вагоностроительном заводе.
В 1934—1939 гг. учился в МЭИ, затем - в аспирантуре Института автоматики и телемеханики.
В 1941 г. вступил в народное ополчение, в 1942 г. демобилизован по болезни. В следующем году окончил аспирантуру, 01.01.1944 защитил диссертацию, кандидат технических наук. Работал старшим научным сотрудником там же, в ИАТ.
В 1947 г. перешёл в ИХФ, где участвовал в советском атомном проекте, выполнял исследовательские работы по изготовлению аппаратуры для измерения быстропротекающих процессов в условиях атомного взрыва.
До 1986 года — зав. лабораторией, затем по возрасту переведён на должность консультанта — ведущего сотрудника.
Доктор физико-математических наук, профессор (1968).
 Под его руководством и при непосредственном участии разработаны многие уникальные приборы, в том числе для измерения быстропеременных давлений, аналитический и радикальный масс-спектрометры, спектрометры ядерного магнитного резонанса различных назначений.
Известен также как теоретик, разработал теории избирательных усилителей звукового и инфразвукового диапазона, самовозбуждения усилительных каскадов с катодной нагрузкой, регенеративных датчиков сигналов ядерного магнитного резонанса, ряда других усилительных и преобразующих систем, используемых в методиках физического эксперимента.
Доцент, профессор МИФИ, 19 лет читал курсы лекций по электронике и технике спектроскопических исследований.
Сочинения:
- Автоматические компенсационные приборы непрерывного действия с электронным нуль-индикатором [Текст] / канд. техн. наук Декабрун Л. Л. ; Министерство черной металлургии СССР, «Проектмонтажприбор». — Москва : Стеклография МЧМ, 1946. — Тит. л., [2], 34 л.; 30 см.
- Отчет о командировке в Англию для ознакомления с методами радиоспектроскопических исследований в лабораториях, университетах и колледжах… [Текст] / Л. Л. Декабрун, Ю. Н. Кильянов ; Акад. наук СССР. Всесоюз. ин-т науч. и техн. информации. — Москва : [б. и.], 1967. — 18 с.; 22 см.
- Отчет о командировке в Японию для ознакомления с работами фирм, связанных с радиоспектроскопическим приборостроением и важнейшими университетскими лабораториями [Текст] / Л. Л. Декабрун, В. А. Афанасьев, Ю. Н. Кильянов ; АН СССР. Всесоюз. ин-т науч. и техн. информации. — Москва : ВИНИТИ, 1969. — 19 с.; 22 см.
- Декабрун, Лев Львович. Электроника спектроскопических устройств [Текст] : [Учеб. пособие] / М-во высш. и сред. спец. образования РСФСР. Моск. инж.-физ. ин-т. — Москва : [б. и.], 1966. — 152 с. : черт.; 21 см.
- Декабрун, Лев Львович. Усилители и источники питания [Текст] : (Учеб. пособие) / М-во высш. и сред. спец. образования РСФСР. Моск. инж.-физ. ин-т. — Москва : Росвузиздат, 1961. — 2 т.; 23 см.
- Сборник задач по усилителям и источникам питания [Текст] / Л. Л. Декабрун ; М-во высш. и сред. спец. образования РСФСР. Моск. инж.-физ. ин-т. Фак. электронных вычисл. машин и средств автоматики. Кафедра электроники. — Москва : [б. и.], 1959. — 107 с. : ил.; 29 см.
- Декабрун, Лев Львович. Усилители и источники питания [Текст] : (Учеб. пособие) / М-во высш. и сред. спец. образования РСФСР. Моск. инж.-физ. ин-т. — Москва : Росвузиздат, 1961. — 2 т.; 23 см. Ч. 1. — 1961. — 190 с. : черт.
- Декабрун, Лев Львович. Усилители и источники питания [Текст] : (Учеб. пособие) / М-во высш. и сред. спец. образования РСФСР. Моск. инж.-физ. ин-т. — Москва : Росвузиздат, 1961. — 2 т.; 23 см. Ч. 2. — 1961. — 201 с. : черт.

В совершенстве знал английский язык, редактор переводов:
- Поиски закономерностей в физическом мире / К. Шварц, Т Гольдфарб ; перевод с английского А.А. Вашмана и И.С. Пронина ; под редакцией Л.Л. Декабруна. Swartz, Clifford E. Goldfarb, Theodore D. Москва : Мир, 1977. 357 p.
- Техника эпр-спектроскопии / Ч. Пул ; Пер. с англ. под ред. Л.Л. Декабруна. Москва: Мир, 1970  557 с. : рис.
- ЯМР- и ЭПР-спектроскопия. / Пер. с англ. А. У. Степанянц, под ред. Л. Л. Декабруна. -М.: Мир, 1964. -336 с.

Награждён  орденом Трудового Красного Знамени (1949).